# Yên Hợp, Văn Yên
Yên Hợp là một xã thuộc huyện Văn Yên, tỉnh Yên Bái, Việt Nam.

## Địa lý
Xã Yên Hợp nằm ở phía nam huyện Văn Yên, có vị trí địa lý:
- Phía đông giáp thị trấn Mậu A và xã Yên Thái
- Phía tây giáp xã Yên Phú
- Phía nam giáp xã Xuân Ái
- Phía bắc giáp xã An Thịnh.

Xã Yên Hợp có diện tích 17,87 km², dân số năm 2019 là 4.058 người, mật độ dân số đạt 227 người/km².

## Lịch sử
Ngày 16 tháng 12 năm 1964, Chính phủ ban hành Quyết định số 177-CP, điều chỉnh xã Yên Hợp thuộc huyện Trấn Yên về huyện Văn Yên mới thành lập.